# Žygimantas
Žygimantas ist ein litauischer männlicher Vorname, abgeleitet von Sigismund. Die weibliche Form ist Žygimantė.

## Personen
- Žygimantas Augustas (1520–1572),  Großfürst von Litauen
- Žygimantas Jonušas (* 1982), Basketballspieler
- Žygimantas Kęstutaitis (1365–1440), Fürst von Mosyr
- Žygimantas Pavilionis (* 1971),  Diplomat, Botschafter
- Žygimantas Senasis (1467–1548), König
- Žygimantas Liauksminas (1596–1670),  Philosoph und Rhetoriker
- Žygimantas Vaičiūnas (* 1982),  Politiker,  Vizeminister für Energie